# Routière (moto)
Pour les articles homonymes, voir Routière.

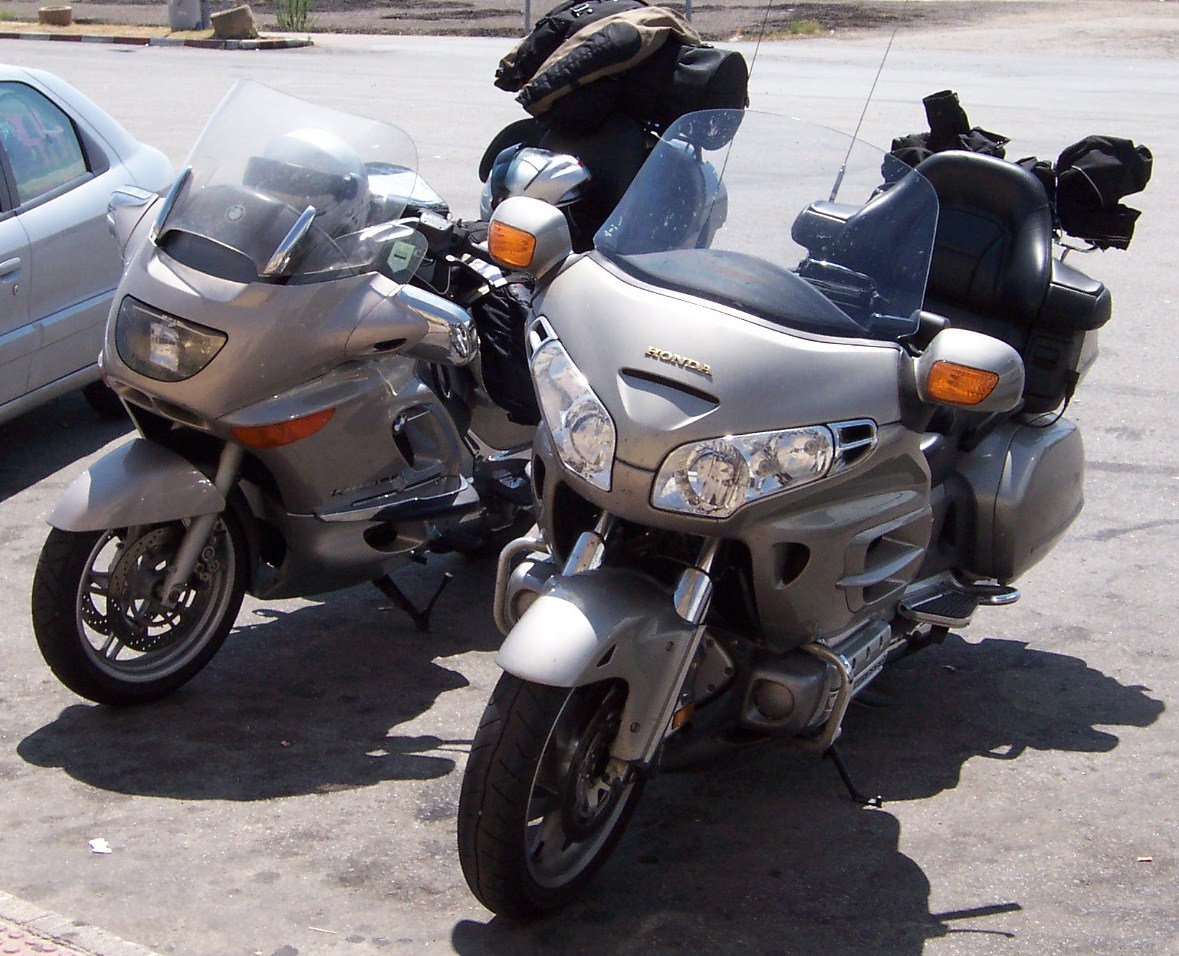
La BMW K1200LT et la Honda 1800 Goldwing, deux modèles de motocyclette de type routière.

Les routières ou GT (Grand Tourisme) sont des motocyclettes massives, lourdes, très confortables, et généralement chères. Elles sont particulièrement adaptées aux longs trajets routiers. Leur cylindrée moyenne est de 1 000 cm3 avec un comportement moteur sain, sage et progressif. L'accent est mis sur le confort des passagers, la durée de vie mécanique, l'agrément de conduite et la fonctionnalité.
Dans cette même catégorie, une distinction est faite entre les motos routières pures (GT) et les modèles se rapprochant des sportives. Les motos GT sont les plus volumineuses et les plus puissantes. On y rencontre par exemple la GoldWing et l'Electra Glide CVO avec une cylindrée de 1 800 cm3 ou la Rocket III qui culmine à 2 300 cm3.

## Utilisation
La moto routière se destine à une utilisation large, entre trajets quotidiens et surtout grandes balades, en solo ou duo avec bagages. Contrairement aux autres types de moto, la plupart d'entre elles disposent d'un carénage soulageant le pilote de la pression du vent. La sous-catégorie sportive possède des modèles plus légers que les GT et avec des cylindrées quelque peu inférieures.
On trouve sur les routières tous types de motorisation et de transmission : monocylindres, 2, 3, 4 et 6 cylindres en ligne, à plat ou en V, transmission par chaîne, cardan ou courroie. Les routières font de plus en plus appel à des assistances de conduite comme :
- le freinage ABS,
- l'antipatinage (TCS chez Honda) destiné à limiter les patinages du pneu arrière lors des accélérations sur sol glissant,
- le freinage intégral (Dual-CBS chez Honda) pour répartir la puissance de freinage sur les deux roues en cas de forte sollicitation.

Beaucoup de ces routières peuvent être transformés en trikes, comme Goldwing ou certains modèles Harley-Davidson.

## Exemples

### Routières GT
- BMW R1200RT, K1200LT
- Honda Goldwing
- Harley-Davidson Electra Glide ou Road King
- Triumph Trophy
- Yamaha Tracer 700/900 GT

### Routières sportives
- Triumph Sprint
- Honda VFR
- Suzuki GSX-F 600 750 1100 1250
- FJR 1300
- Yamaha FJ 1200
- Yamaha GTS 1000
- Suzuki GSX1300R Hayabusa
- BMW R 1100 RS
- BMW R 1200 RS